# José Beltrão
José Gil de Gouveia Beltrão (Lisbona, 27 novembre 1905 – Lisbona, 6 aprile 1948) è stato un cavallerizza portoghese, vincitore del bronzo nel salto ostacoli a squadre a Berlino 1936.
Nella stessa edizione si classificò sesto nel salto ostacoli individuale.

## Palmarès
- Giochi olimpici

Berlino 1936: bronzo nel salto ostacoli a squadre.